# Университет в Буенос Айрес
Университетът в Буенос Айрес (на испански: Universidad de Buenos Aires, UBA) е публичен изследователски университет в Буенос Айрес, Аржентина. Основан е през 1821 г. като първата институция за висше образование в страната и един от най-престижните университети в региона. Той е обучил 17 аржентински президента, а 4 негови възпитаници за нобелови лауреати. Отговорен е за около 40% от научните изследвания в страната.
В университета, организиран в 13 независими факултета, се учат над 328 000 студенти. Той администрира 6 болници, 16 музея, 13 научни института, 6 интердисциплинарни комисии, 5 гимназии, културния център Рикардо Рохас, кино Космос, симфоничен оркестър и най-голямата университетска преса в страната.
Академичната сила и регионалното лидерство на университета го правят привлекателен за много чуждестранни студенти, особено за следдипломна квалификация. Бакалавърските програми в университета в Буенос Айрес са безплатни за всички, независимо от гражданството.